# Bernd Nemetschek

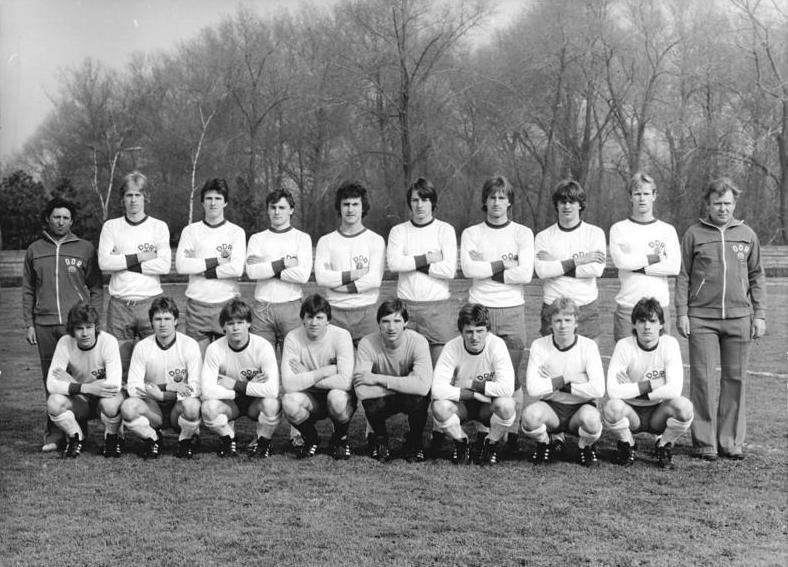
Bernd Nemetschek (vorne reihe, erste von links) mit der DDR U-21-Fußballnationalmannschaft (1980)

Bernd Nemetschek (* 17. August 1961 in Sondershausen) war Fußballspieler in der DDR-Oberliga. In der höchsten Spielklasse des DDR-Fußball-Verbandes spielte er für den FC Rot-Weiß Erfurt. Nemetschek ist mehrfacher Junioren- und Nachwuchs-Nationalspieler.

## Sportliche Laufbahn

### Nachwuchsspieler
Nemetschek begann bei der Zentralen Sportgemeinschaft Leinefelde Fußball zu spielen. 1974 wurde er als Dreizehnjähriger zum Fußballzentrum der Region, dem FC Rot-Weiß Erfurt delegiert. Gleichzeitig wurde er Schüler der Erfurter Kinder- und Jugendsportschule. Im Jahr 1980 spielte er in der DDR-Junioren-Nationalmannschaft, für die er am 26. Februar 1980 in Taschkent in der Begegnung Sowjetunion – DDR (2:1) als Libero sein erstes Junioren-Länderspiel bestritt. Bis zum Mai 1980 wurde er insgesamt in elf Länderspielen eingesetzt, in denen er stets auf der Position des Liberos spielte. Von 1979 bis 1981 gehörte er als Abwehrspieler zum Aufgebot des FC Rot-Weiß für die Nachwuchsoberliga. 1980 wurde er mit der Nachwuchsmannschaft DDR-Meister.

### Oberligaspieler
Obwohl offiziell noch Spieler der Nachwuchsoberliga bestritt Nemetschek schon in der Saison 1980/81 16 Spiele in der DDR-Oberliga. Zu seinem ersten Oberligaeinsatz kam er am 18. Oktober 1980, als er in der Begegnung des 8. Spieltages FC-Rot-Weiß – Stahl Riesa (2:0) in der 57. Minute eingesetzt wurde. Sein einziges Tor in der Oberliga schoss er am 10. Spieltag, als er den 1:0-Siegtreffer über den Halleschen FC erzielte. Vom 12. Spieltag an war Nemetschek bereits Stammlibero der Erfurter. Daraufhin wurde er zur Saison 1981/82 wurde der 1,80 m große Nemetschek, inzwischen auch Sportstudent, offiziell in den Kader der DDR-Oberligamannschaft aufgenommen. Zu dieser Zeit war er auch bereits Mitglied der DDR-Nachwuchs-Nationalmannschaft, für die bis 1983 ebenfalls sechs Länderspiele bestritt. Im Sommer 1981 bestritt Nemetschek die ersten beiden Punktspiele der Saison 1981/82 und ein Nachwuchsländerspiel am 2. September, danach verletzte er sich so schwer, dass er erst zu Beginn der Rückrunde wieder eingesetzt werden konnte. Im Oberligaspiel am 3. April 1982 1. FC Lok Leipzig – FC Rot-Weiß verletzte sich Nemetschek erneut, sodass seine Spielerkarriere praktisch beendet war. In der restlichen Saison kam er nicht mehr zum Einsatz, 1982/83 bestritt er nur am Saisonende vier Oberligaspiele und drei Nachwuchsländerspiele. Für die Spielzeit 1983/84 nominierte ihn der FC Rot-Weiß zwar noch als Oberligaspieler, er spielte aber nur noch einmal am 22. Oktober 1983. Die Begegnung des 8. Spieltages FC Rot-Weiß – Hallescher FC (2:2) wurde zu Nemetscheks 29. und letztem Oberligaspiel.

### Freizeitsportler, Trainer
Noch im Laufe der Saison 1983/84 wechselte Nemetschek zur BSG Pflanzenproduktion im westthüringischen Großengottern und spielte dort bis 1987 in der vierten Liga Bezirksklasse Erfurt. Anschließend war er für die BSG Union Mühlhausen bis 1989 in der drittklassigen Bezirksliga Erfurt aktiv. Beim Nachfolgeverein FC Union Mühlhausen wirkte Nemetschek in zwei Zeitabschnitten als Trainer. Zum ersten Mal trainierte er den Verein von 1997 bis 2003 und führte ihn im Jahr 2000 in die damals fünftklassige Thüringenliga. Nach einem Zwischenspiel beim VfB Sangerhausen vom Sommer 2006 bis Ende 2008, mit dem er 2007 in die Oberliga Nordost aufstieg, ging er wieder zu Union Mühlhausen. Er übernahm die Mannschaft Anfang 2009 in der Landesklasse und schaffte mit ihr zum Saisonende zum zweiten Mal den Aufstieg in die Thüringenliga.